# Niōmon
Niōmon (仁王門, lit. "portão niō") é o nome em japonês que se refere ao portão de um templo budista protegida por dois guerreiros de madeira denominados Niō (仁王, lit. "Dois Reis"). Este tipo de portões são na China, designados de Heng Ha Er Jiang (哼哈二将) e Geumgangmun (金刚门) na Coreia. As duas estátuas ladeiam o hall do próprio portão, à esquerda e direita. A nível estrutural, estão comummente associados a um nijūmon ou um rōmon e medem ou 5x2 ou 3x2 ken. Por vezes, os niōmon podem ter apenas um piso como é o caso do Kaminarimon em Asakusa.

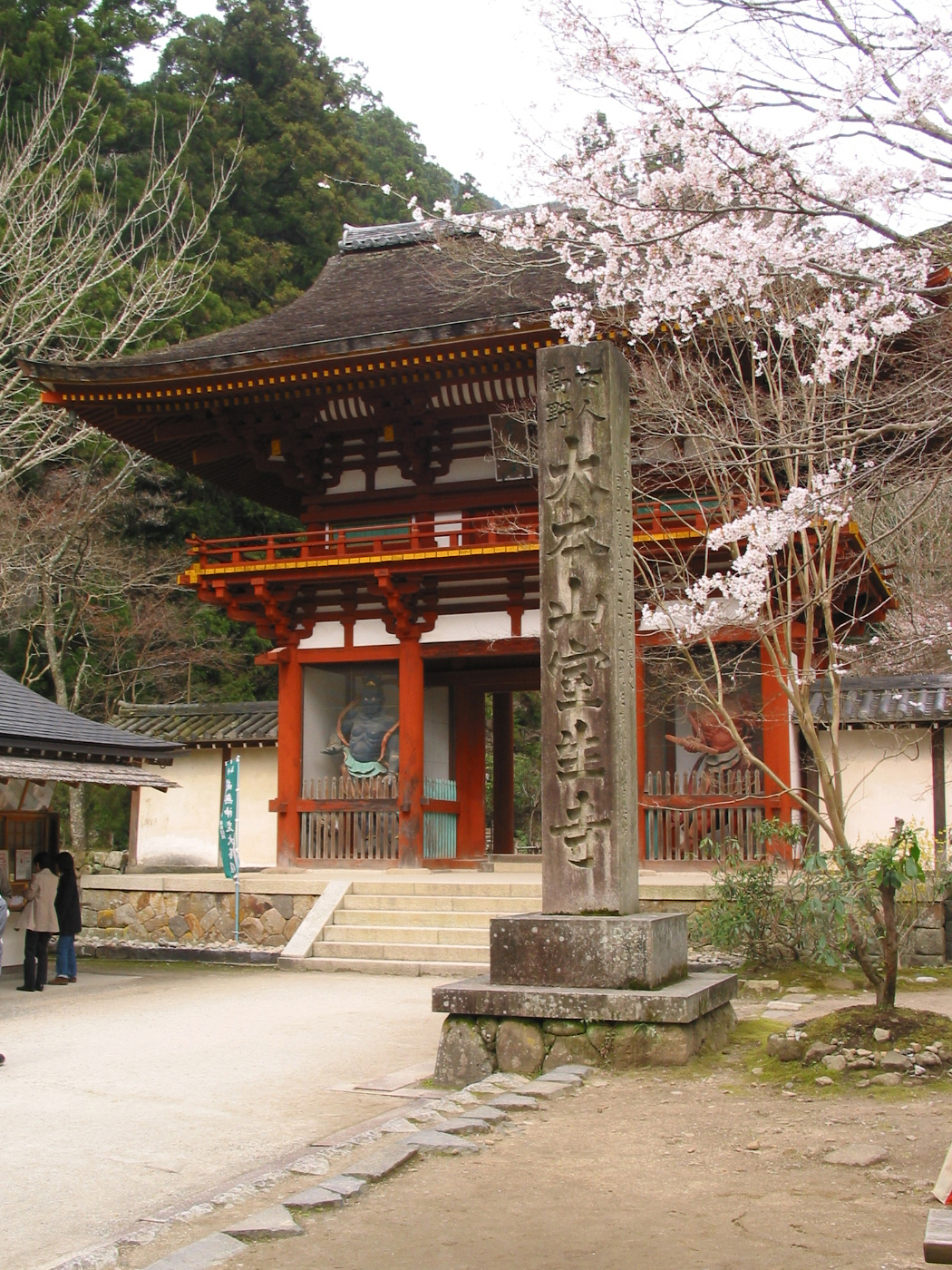
Um niōmon

Num portão de cinco compartimentos, as figuras dos dois niō estão geralmente dispostas em dois compartimentos exteriores, mas podem também ocupar compartimentos interiores. A estátua à direita é denominada de Naraen Kongō (那羅延金剛) e apresenta-se com a boca aberta numa intenção de transmitir a ideia de que profere a primeira letra do alfabeto sâncristo, que é pronunciado com "a". Já a estátua da esquerda, Misshaku Kongō (密迹金刚), tem a boca fechada representando a letra do alfabeto sânscrito "um". Estas duas letras (a-un em japonês) em conjunto simbolizam o nascimento e a morte de todas as coisas do mundo.

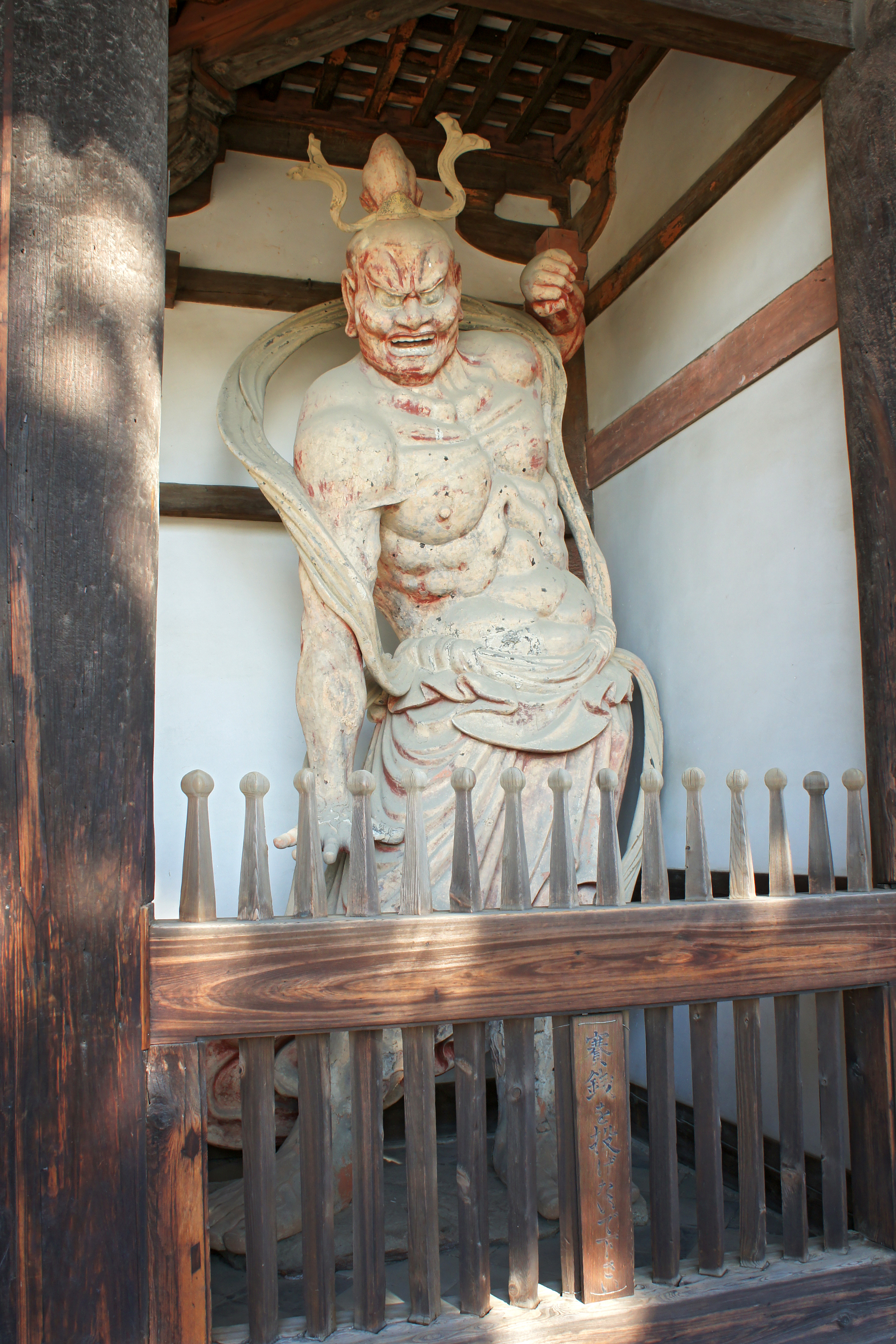
Naraen Kongō
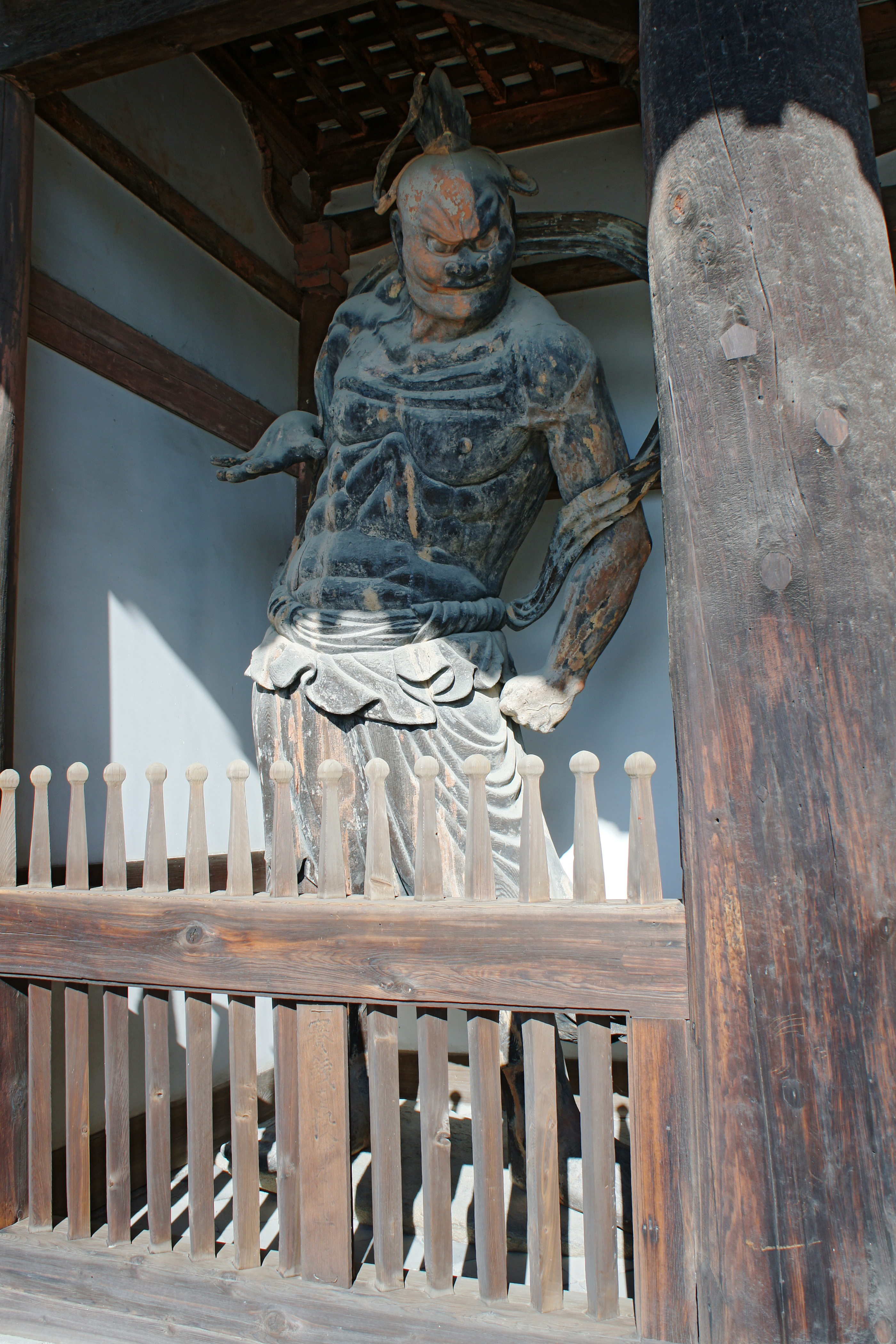
Misshaku Kongō